# دولووینه
دولووینه (به لاتین: Dulovine) یک منطقهٔ مسکونی در مونته‌نگرو است که در شهرداری کولاشین واقع شده‌است. دولووینه ۱۱۲ نفر جمعیت دارد.